# Barbora Wrzesiński
Barbora Wrzesiński, rozená Bálintová (* 15. prosince 1994 Košice, Slovensko), je slovenská basketbalistka hrající na pozici rozehrávačky. V sezóně 2022/23 hraje za tým ZVVZ USK Praha. Za tento tým se účastní české ženské extraligy a Euroligy žen. Je také kapitánkou slovenského národního týmu.  
Sezónu 2023/24 bude opět hrát za polský tým VBW Arka Gdynia, kam se vrací po dvou letech.

## Úspěchy
Klubové
ZVVZ USK Praha
- 2× vítězka Ženské basketbalové ligy – 2021/22, 2022/23

Good Angels Košice
- 6× vítězka Slovenské extraligy žen – 2012/13, 2013/14, 2014/15, 2015/16, 2016/17, 2017/18
- 5× vítězka Slovenského poháru – 2013, 2014, 2015, 2016, 2018

VBW Arka Gdynia
- 2x vítězka Polské ženské ligy – 2019/20, 2020/21[3]
- 2x vítězka Polského poháru – 2020, 2021[3]

- 1x vítězka Polského superpoháru – 2020[3]

### Osobní
- 4× slovenská basketbalistka roku – 2019–2021
- Sportovkyně roku města Gdyně[4]
- Forbes 30 pod 30 Slovensko 2020[5]

## Osobní život
Jejím manželem je Norbert Wrzesiński, fyzioterapeut polského týmu VBW Arka Gdynia, kde hrála v letech 2018–2021.